# Polonistika
Polonistika je nauka o polském jazyce, polské historii, polské literatuře a polské kultuře. Osoba zabývající se polonistikou jako oborem je pak označována jak polonista (muž) nebo polonistka (žena).

## Československá polonistika

### Historie
Počátky československé polonistiky, původně nazývané „stolice polské řeči a literatury“, se datuje do let 1923 až 1939. Hlavní osobností pražské polonistiky před druhou světovou válkou byl její zakladatel – polský filolog, teatrolog a badatel v oblasti polsko–českých literárních vztahů Marian Szyjkowski (1883–1952). Univerzitní polonistika v českých zemí se rozvíjela od roku 1923 nejprve na pražské univerzitě, později pak i na dalších vysokých školách například v Ostravě, Brně, Olomouci, Pardubicích, Opavě a jinde. Další etapou, kterou musela polonistika v totalitním socialistickém Československu projít, bylo období let 1948 až 1989, kdy čelila výzvám a důsledkům komunistické ideologie a marxistické metodologie. Po sametové revoluci (po roce 1989) pak došlo v Československu (Česku) k novým pohledům na slavistiku a k odklonu od tradičních studií orientovaných na filologii ke studiím areálovým (například středoevropská studia).

### FF UK (stav 2022)
Polonistika je na FF UK vyučována v rámci programu Středoevropská studia, který je v Praze realizovaný od roku 2007. Tento program je koncipovaný jako moderní areálová studia, a propojuje tradiční filologické ukotvení oboru s problematikou širšího kontextu regionu střední Evropy. Vedle praktické jazykové výuky, jazykovědy a literární vědy klade důraz i na historický a společenský vývoj středoevropského areálu.
Polonistika je jednou ze specializací programu Středoevropská studia. Možnosti studia jsou následující:
- v kombinaci s kterýmkoli programem bakalářského studia na FF UK umožňujícím sdružené studium
- v kombinaci s jinou specializací programu Středoevropská studia
- samostatně

Absolvent bakalářského studijního programu Středoevropská studia: specializace Polonistika může pokračovat na dvouletém navazujícím magisterském programu Středoevropská studia: Polonistika.[nedostupný zdroj]
Úspěšní absolventi pak mohou pokračovat doktorským studiem, přičemž vhodnými obory jsou: Slovanské filologie[nedostupný zdroj] či Slovanské literatury[nedostupný zdroj] na Katedře středoevropských studií nebo Obecná lingvistika či Germanoslavistika, které organizují jiné katedry.
Pražská polonistika nabízí svým studentům kromě základních přednášek a seminářů i nabídku volitelných kurzů. Studenti mají možnost absolvovat zahraniční stáže a studijní pobyty, a to v rámci programu Erasmus nebo CEEPUS, případně vybírat z nabídky Akademické informační agentury. Pravidelně jsou obsazována i místa na letních školách nabízená MŠMT či Polskými univerzitami. Pražská polonistika udržuje aktivní kontakty s mnoha vysokými školami v Polsku (jedná se například o: Uniwersytet Warszawski, Uniwersytet Jagielloński, Uniwersytet Wrocławski, Uniwersytet Marii Curie-Skłodowskiej v Lublině a další) a do výuky polonistiky na Univerzitě Karlově bývají pravidelně zařazovány přednášky hostujících profesorů z těchto pracovišť.

Některé VŠ v Polsku s nimiž udržuje FF UK kontakty v oblasti polonistiky
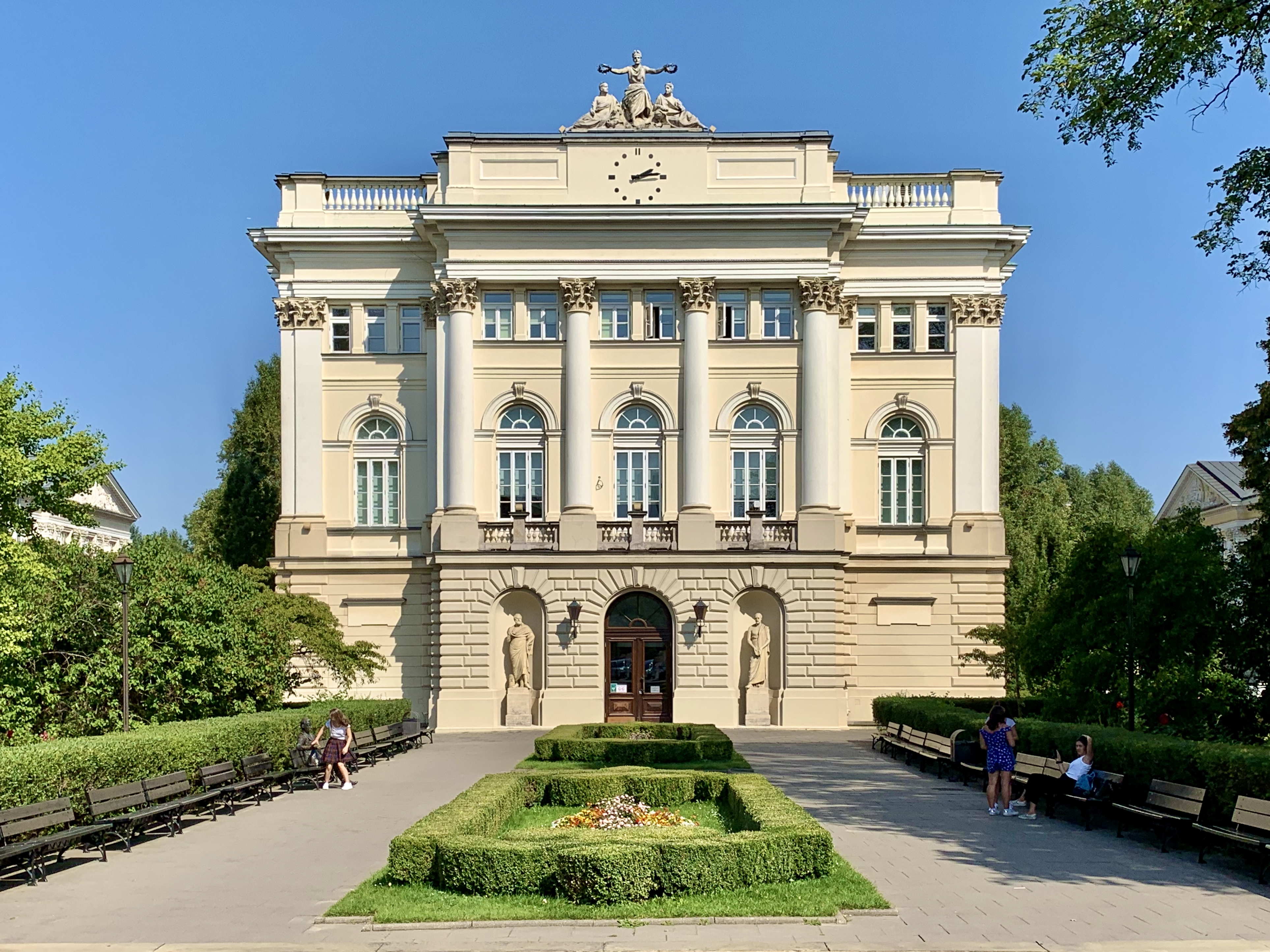
Uniwersytet Warszawski
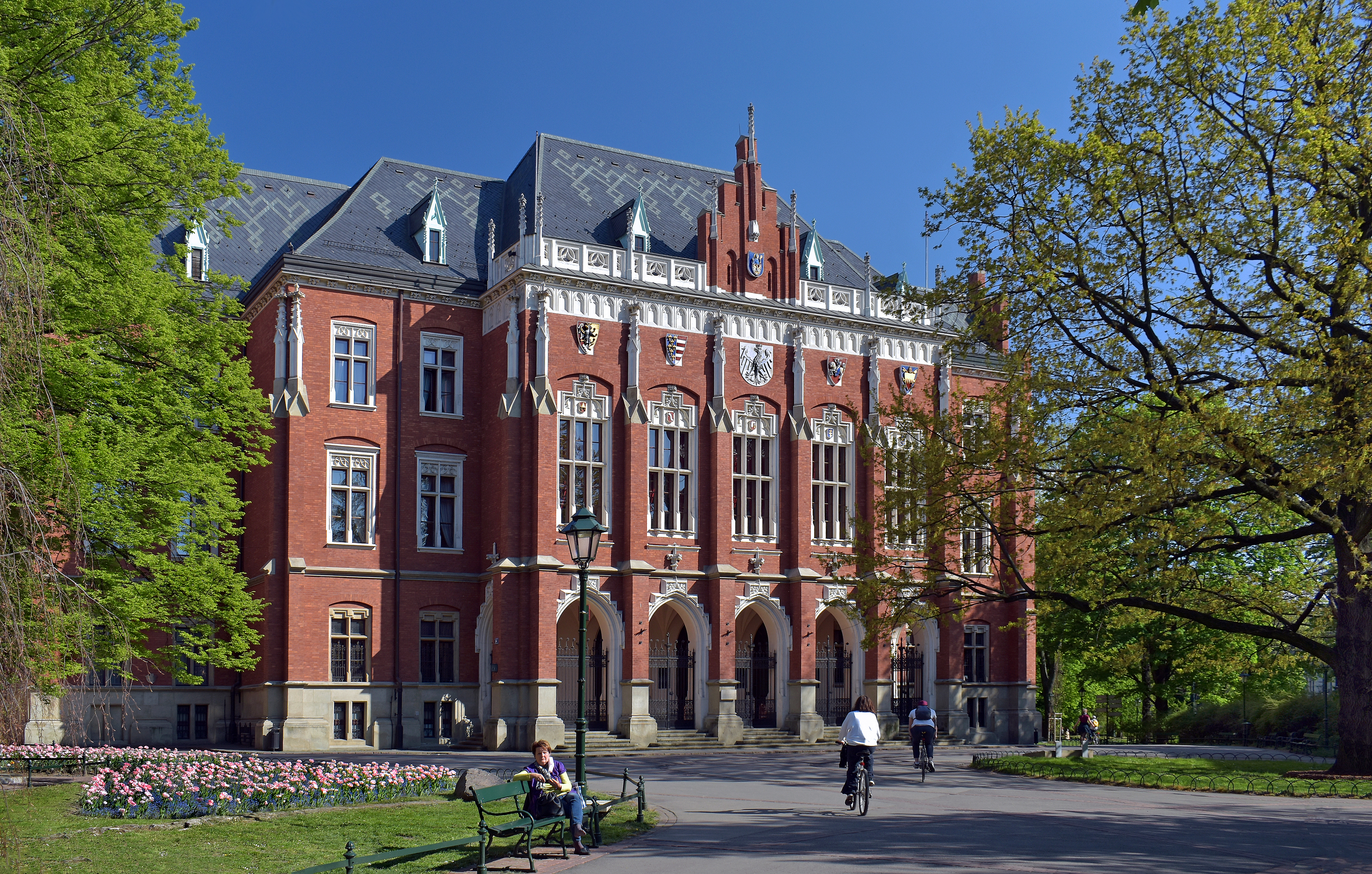
Uniwersytet Jagielloński (Collegium Novum)
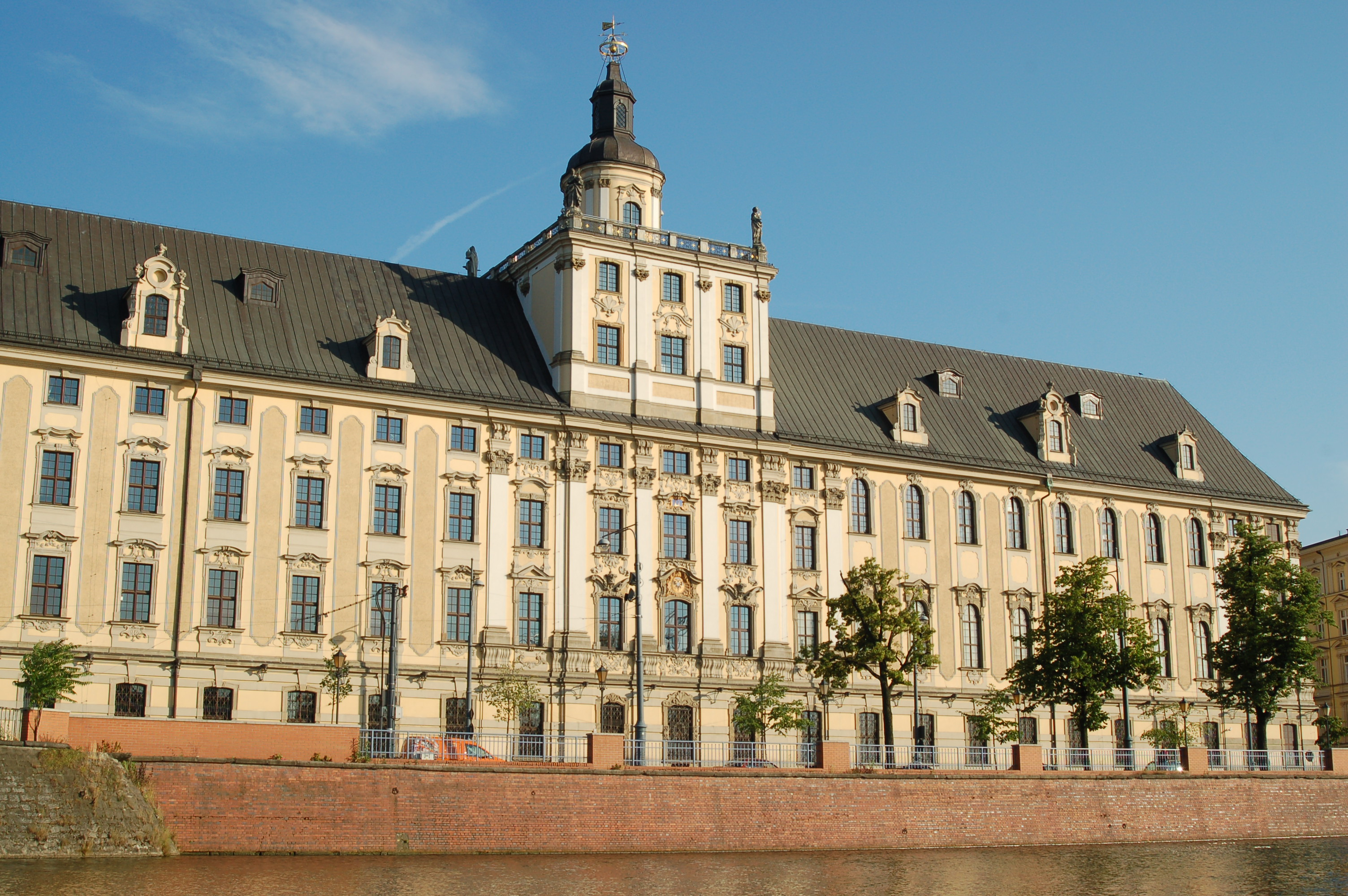
Uniwersytet Wrocławski
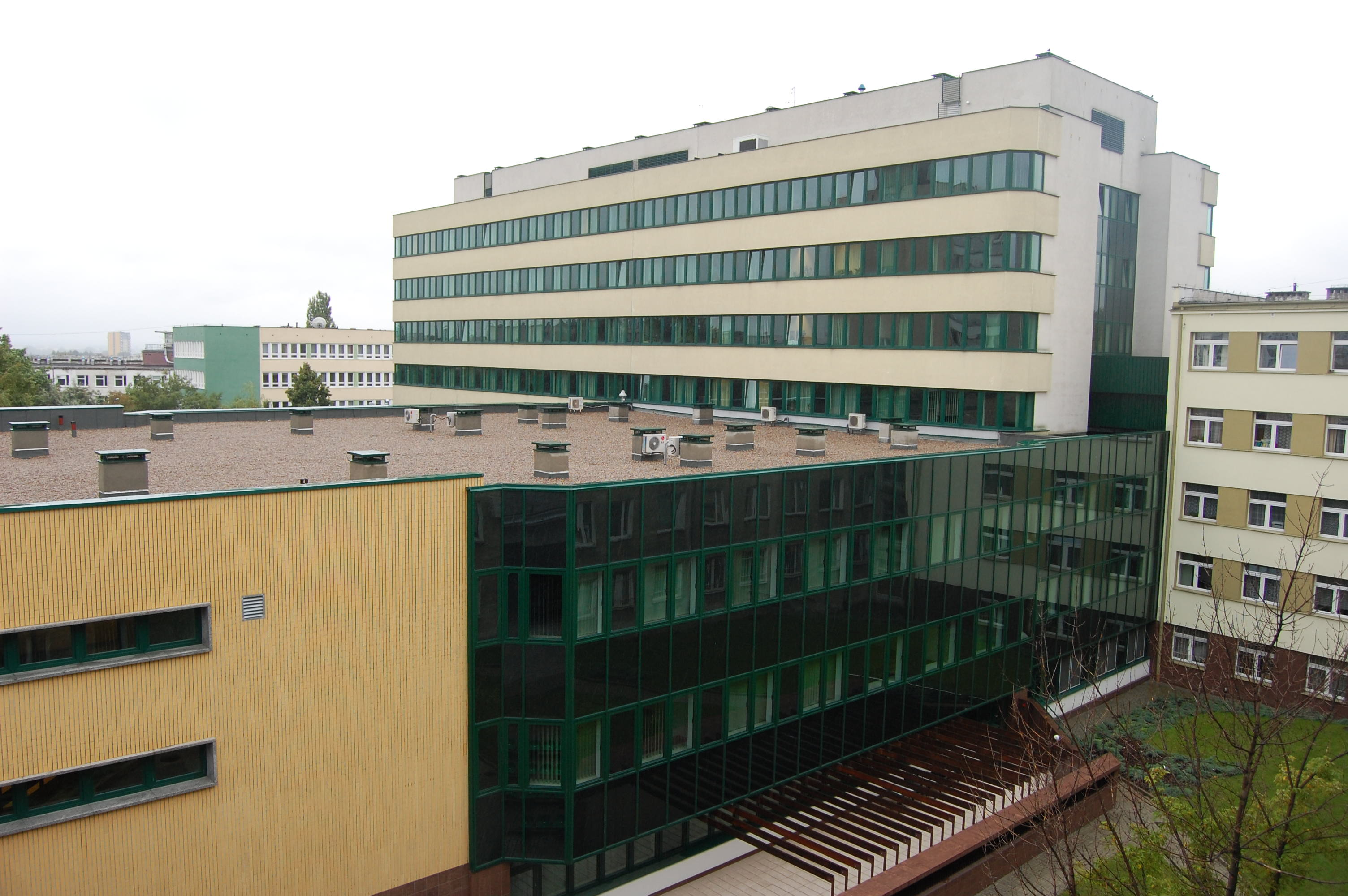
Uniwersytet Marii Curie-Skłodowskiej v Lublině

U příležitosti 80. výročí pražské polonistiky se konalo v roce 2003 na půdě FF UK „Polonistické kolokvium“. (V roce 2005 vyšel v Praze z této konference sborník referátů „Práce z dějin slavistiky XIX“.) Na mezinárodním veletrhu Svět knihy v roce 2010 (Polsko zde bylo čestným členem) se studenti FF UK podíleli na organizaci polského programu. Oslavy 90. výročí založení samostatné katedry polonistiky se konaly v roce 2013. Součástí těchto oslav byla mezinárodní konference (6. až 7. listopadu 2013) nazvaná „Proměny polonistiky: Tradice a výzvy polonistických studií“, dále pak výstava „90 let pražské polonistiky“ a byla vydána i stejnojmenná publikace mapující vývoj pražské polonistiky.

### FF OU (stav 2020)
Filozofická fakulta Ostravské univerzity má Katedru slavistiky skládající se ze tří oddělení: oddělení rusistiky, oddělení aplikované slavistky a oddělení polonistiky, které nabízí studijní programy: „polská filologie“ (polský jazyk a literatura); „polština pro odbornou a profesní komunikaci“ (polština ve sféře podnikání); „polština pro překlad“ (polština v překladatelské praxi) nebo v oboru „polský jazyk pro střední školy (SŠ)“.
Vědeckovýzkumná činnost oddělení polonistiky je zaměřena na:
- srovnávání polštiny a češtiny v diachronním i synchronním pohledu,[7]
- česko–polskou frazeologii,[7]
- výzkum polského jazyka na Těšínsku a specifické otázky polské národnostní menšiny,[7]
- problematiku polského jazyka v České republice,[7]
- polsko–českou komunikaci v odborné a profesní komunikaci,[7]
- literárně konfrontační studium současné polské a české literatury,[7]
- problematiku polsky psané literatury v České republice[7] a
- metodiku vyučování polštiny v českém prostředí.[7]

### FF UP v Olomouci (stav 2022)
Filozofická fakulta Univerzity Palackého má Katedru slavistiky, jež se člení na sekci ukrajinistiky, rusistiky a polonistiky. V sekci polonistiky působí 4 pracovníci, v akademickém roce 2017 / 2018 bylo na polonistiku zapsáno 71 studentů. Katedra studentům poskytuje v bakalářském a magisterském studiu výuku polské filologie a také polštinu se specializací na překladatelskou a hospodářskou praxi.
Olomoucká polonistika má více než sedmdesátiletou tradici. Mezi její absolventy a vyučující patřili mimo jiné překladatelé Václav Burian a Iveta Mikešová, lingvisté Edvard Lotko, Karel Oliva, Josef Bečka, Jiří Damborský, literární vědkyně Hana Voisine-Jechová a Marie Sobotková.

Spolupracuje na organizaci středoevropského básnického festivalu Cena Václava Buriana.

Sídlo olomoucké polonistiky
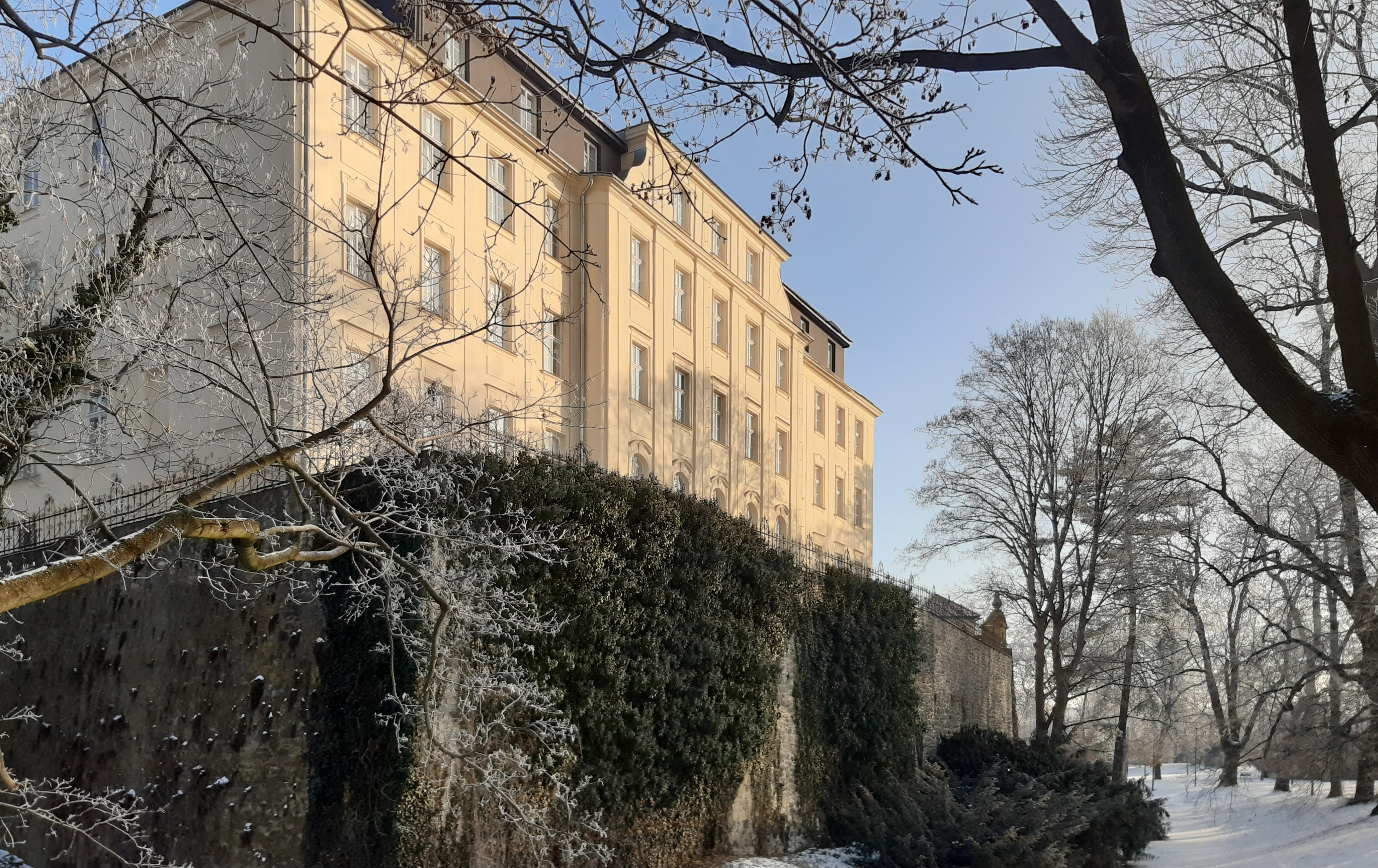
Sídlo FF UP při pohledu z Bezručových sadů
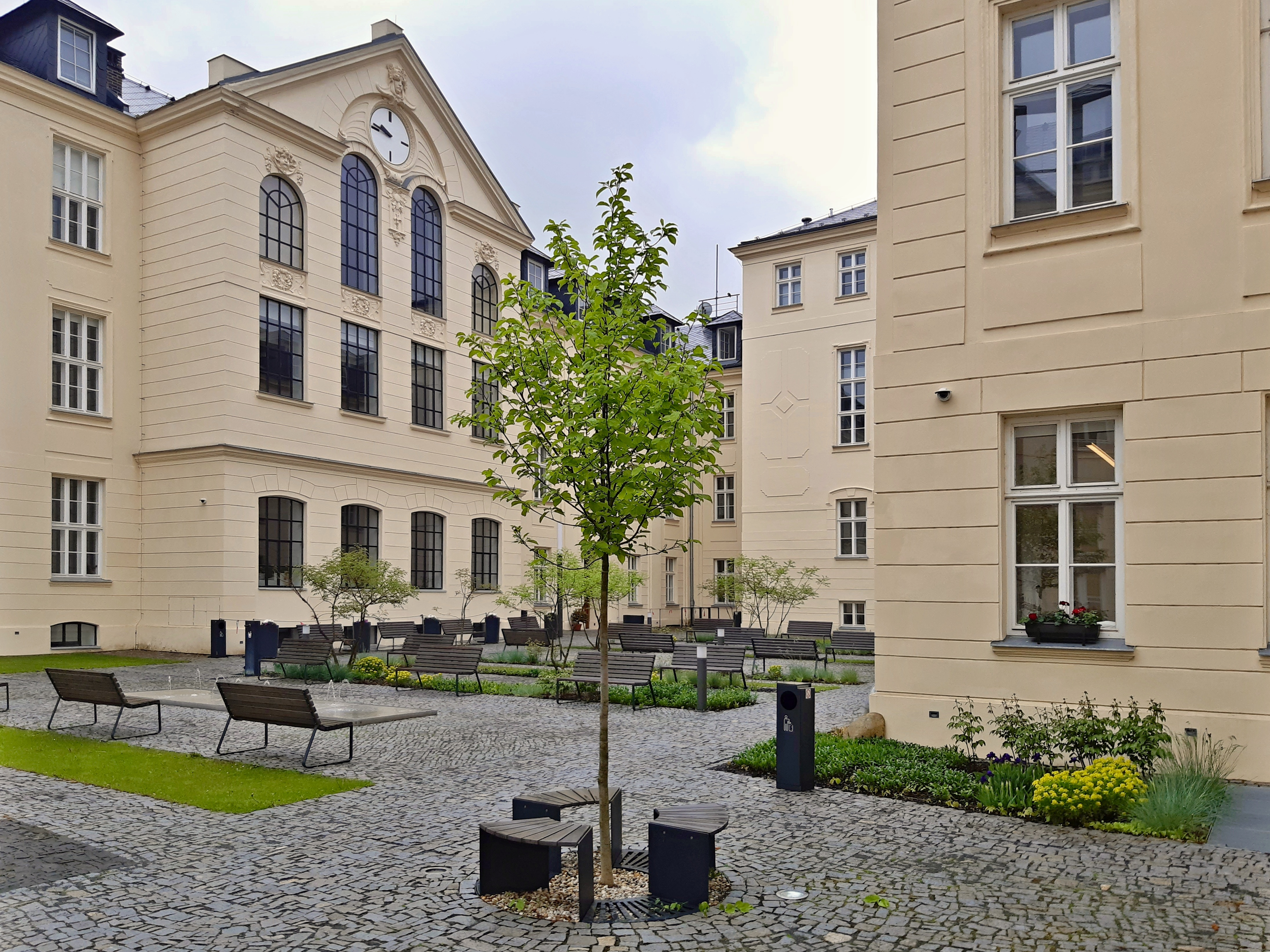
Nádvoří FF UP v Olomouci
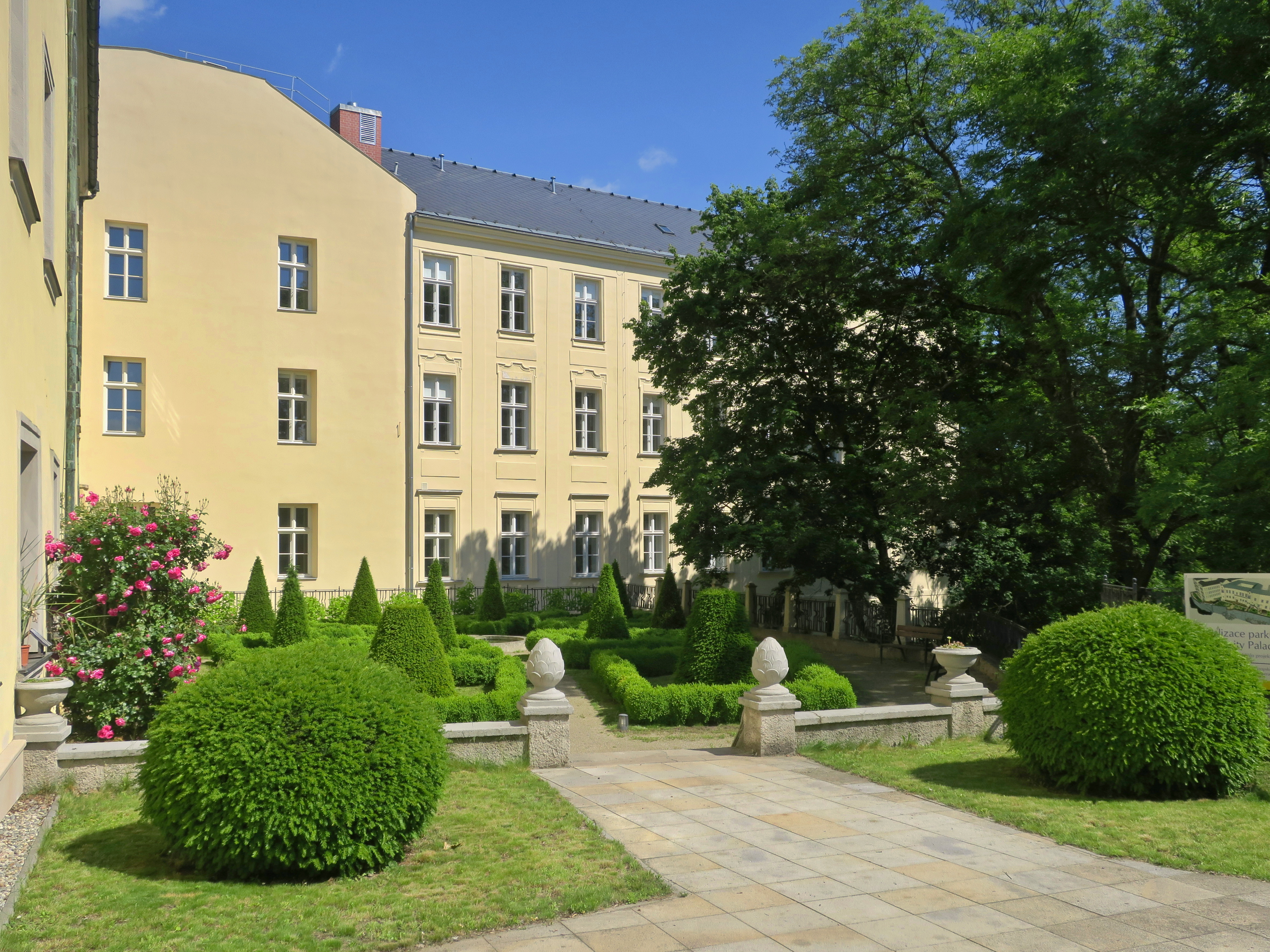
Parkánové zahrady u FF UP